# 拉特加爾
拉特加爾宗教 (2011)

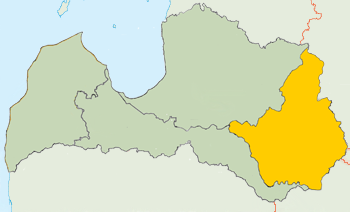
拉特加爾在拉脫維亞內的位置

拉特加爾 是拉脫維亞的五個歷史地區之一，位於拉脫維亞東南部，靠近立陶宛和白俄羅斯國境。這裡是個多民族地區，在傳統上，猶太人、波蘭人、立陶宛人、白俄羅斯人、信奉舊禮儀派的俄羅斯人都有在這裡居住。二戰之前這裡曾居住有大量猶太人，但在戰後這裡已經幾乎沒有猶太人居住，僅有一處猶太會堂。現在這裡是拉脫維亞國內俄羅斯人比例較高的地區。